# Styrax benzoin
Styrax benzoin Dryand., 1787 è una pianta della famiglia Styracaceae, diffusa nell'Asia tropicale.

## Descrizione
Pianta arborea o arbustiva, odorosa, con fiori a ombrella o capolino e frutto a drupa; da esso si estrae un olio odoroso usato in profumeria.

## Distribuzione e habitat
L'areale di questa specie si estende dal Bangladesh, attraverso l'Indocina e l'Indonesia, sino alle Filippine.

## Usi terapeutici
Del benzoino si utilizza la resina che contiene benzoato di coniferile che viene impiegato nel trattamento di dermatiti da contatto, dell'herpes simplex labiale, come antisettico dell'apparato respiratorio, balsamico ed espettorante. Viene inserito nella composizione di sciroppi per la tosse e la sua inalazione è indicata in caso di laringite e faringite.
Le aree di produzione sono: Thailandia, Laos, Vietnam e Cambogia,

## Usi industriali

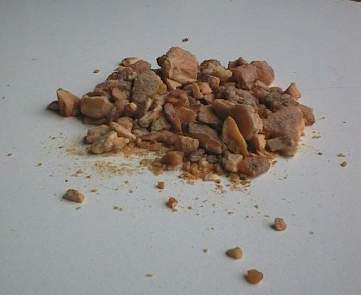
Resina benzoe

La resina, conosciuta anche come gomma benzoe, è molto solubile in alcool etililco se ne ricava una soluzione utilizzata come additivo per la gommalacca, alla quale conferisce una maggior brillantezza e ne migliora la scorrevolezza nella verniciatura a tampone dei manufatti in legno.